# Харрис, Ребекка
Дама Элизабет Ребекка Скотт-Харрис (англ. Dame Elizabeth Rebecca Scott Harris; род. 22 декабря 1967, Виндзор, Беркшир) — британский политик, член Консервативной партии.

## Биография
6 мая 2010 года победила с результатом 44 % на парламентских выборах в избирательном округе Касл-Пойнт Боба Спинка (27 %), вышедшего из Консервативной партии и представлявшего организацию Save Our Green Belt (Спасём наш зелёный пояс).
С июня 2017 года занимала должность помощника парламентского организатора правительства в Палате общин, с 9 января 2018 по 5 июля 2024 года входила в комиссию лордов Казначейства.
С 7 июля 2022 по 5 июля 2024 года — ревизор Королевского двора и парламентский организатор правительства в Палате общин.
4 ноября 2024 года на первом этапе формирования теневого кабинета Кеми Баденок, накануне объявления его полного списка, назначена главным парламентским организатором оппозиции в Палате общин.